# 安东尼·格拉博夫斯基
安东尼·格拉博夫斯基 （波兰语：Antoni Grabowski，1857年6月11日—1921年7月4日于华沙）是一名波兰工程师，他也是首批世界语诗人，被称为“世界语诗歌之父”。

## 教育和职业
他出生不久之后他父母搬家到托伦（Toruń）。由于家庭贫穷，安东尼必须在初中毕业之后开始工作。安东尼具有强烈求知心，并在上班的同时准备高中入学考试，并以高分通过。在多轮市的高中Nikolaus Kopernikus裡，他的知识水平比同学高，并跳两次级。
1879年开始，安东尼家庭的经济情况有好转。高中毕业后，他在布雷斯劳大学布雷斯劳大学（现弗羅茨瓦夫大學）攻读哲学和化学。他在今属于波兰和捷克的各种地方进行化学工程师实习，最后在离莫斯科北部250公里的纺织品工厂当厂长。
与此同时，他继续从事化学研究。他的发现和技术上的创新使他在欧洲学术界中成名。最后，他被调到波兰文术语委员会，他负责创制波兰文的化学术语。
几年后，在1906年，他的Słownik chemiczny（化学词典）问世，是波兰文的第一部化学词典。

## 世界语和文学
在他念大学期间，安东尼·格拉博夫斯基对文学产生了浓厚的兴趣，并加入了“斯拉夫文学社”
（波兰语Towarzystwo Literacko-Słowianskie）。但是，安东尼的兴趣并不限于波兰文，他除了母语之外还学了26国语言，其中有9种讲得非常流利，15种可以看懂。一个学了那么多种语言的人对「世界性语言」的概念也有兴趣，这也不足为奇。
当时充当国际语言角色的是沃拉普克语，所以格拉博夫斯基就学习这种语言。但是当他拜访约翰·马丁·施莱耶尔（沃拉普克语的作者）时，他发现即使施莱耶尔也不能流利地讲这一语言。看来这种语言不适合日常使用，最后两人彼此用德语交谈。在这次的失望后，格拉博夫斯基放弃了他在沃拉普克语上的工作，但是他没有放弃国际人造语言的想法。
1887年，他学习了同年出版的路德维克·柴门霍夫的小册子“世界语言：语法和课本”（Dr-o Esperanto. Internacia Lingvo. Antaŭparolo kaj plena lernolibro），书中柴门霍夫提出了自己的语言，这一语言很快以“世界语”（Esperanto）的名字为人们所熟知。格拉博夫斯基对于世界语的透明结构和可快速掌握的表达方式印象深刻。他去华沙拜访柴门霍夫，进行了世界语的首次口头交谈。
正如柴门霍夫一样，格拉博夫斯基理解文学对语言发展的重要影响，特别是对于世界语，当时它正从一个语言计划变为一门生活所有领域均可用的语言。格拉博夫斯基已经在做这方面的工作：1888年，他出版了译作《雪暴》（Der Schneesturm，普希金著），接着，1889年，他的译作《兄弟姐妹》（Die Geschwister，歌德著）第一次出版。
1890年代初，格拉博夫斯基对世界语扩散的缓慢速度感到不满并指出，世界语不成功的原因是因为有许多缺陷，必须加以修正。但是，在1894年举行的投票中，他仍然反对一切改革并从此以后坚决支持世界语的基本原则，所谓Fundamento de Esperanto。
格拉博夫斯基是1904年建立的华沙世界语协会和1908年发展出来的波兰世界语协会的长期主席。
在同一年，他成为世界语学院（Akademio de Esperanto）语法单位的领导，发表关于世界语的论文并举办世界语课程。
1908年到1914年中，格拉博夫斯基主管华沙一些学校的首次世界语课程。在1908年的一篇文章中，他描述了世界语作为语言学习入门的特别适宜性（见世界语的初步教育价值）。其中，他用具体例子显示了先学习世界语对法语和拉丁语学习的改善程度（这一主张对于那时的大众是不可想象的）。
1913年出版的诗集《来自民众的诗坛》（El Parnaso de Popoloj）包括了116首诗，这些诗代表30多个文化和民族。其中6首是格拉博夫斯基自己创作的，其余110首是他从其它语言翻译过来的。
由于第一次世界大战，格拉博夫斯基和逃亡俄罗斯的家人分开。他生病了，并孤独地回到了华沙。在这个时候，他把亚当·密茨凯维奇的史诗《塔杜施先生》翻译成世界语。这部史诗的精确翻译工作发挥了世界语的潜在能力，证明了世界语可以成为高级文学作品的写作语言，促进了以后世界语诗词写作的发展。
格拉博夫斯基开始患心脏病，但由于他处于贫困中，付不起医疗费用。战争结束后，当他家人回到华沙时，他身体消瘦了许多。尽管如此，他还继续从事世界语方面的文学工作，一直到他1921年因心脏病发作而逝世。